# FCM Târgoviște
FC Municipal Târgoviște a fost un club de fotbal din Târgoviște, România. Clubul a fost înființat în anul 1950 și s-a desființat în 2015, după 65 ani de existență.

## Cronologia numelor
- 1948: Metalul Târgoviște
- 1956: Energia Târgoviște
- 1957: Metalul Târgoviște
- 1972: CS Târgoviște
- 1994: Oțelul Târgoviște
- 1996: Chindia Târgoviște
- 2003: FCM Târgoviște
- 2015: Clubul s-a desființat

## Istorie
FCM Târgoviște a fost înființat în anul 1950, sub numele de Energia Târgoviște. În sezonul 1956, echipa a jucat pentru prima oară în Divizia C. După ce clubul și-a schimbat numele în 1957 în Metalul Târgoviște, a venit în anul 1959 și promovarea în divizia secundă. Surprinzător, Metalul și-a continuat seria de victorii și a ajuns ca în sezonul 1961-1962 să joace în Divizia A.
Această reușită a rămas unică timp de 15 ani, întrucât Metalul a retrogradat la scurt timp, ajungând ca în 1967 să joace din nou în Divizia C. Din anul 1969 până în 1977, echipa a jucat continuu în Divizia B, iar în anul 1972 clubul și-a schimbat din nou numele în CS Târgoviște. Sfârșitul anilor 70 și începutul anilor 80 a fost cea mai prolifică perioadă din întreaga istorie a echipei. Între 1977 și 1984, CS Târgoviște a jucat doar în prima divizie, sezonul 1978-1979 venind cu cea mai bună clasare, locul al șaptelea.
După retrogradarea din 1984, CS-ul nu și-a mai revnit, ajungând să joace iar în Divizia C. Anul 1994 a adus o nouă denumire, Oțelul Târgoviște, și totodată promovarea în cel de-al doilea eșalon fotbalistic. Aceasta a fost urmată de o alta în 1996, CF Chindia Târgoviște, însă forma bună a echipa a durat puțin, ea retrogradând din nou în anul 2000.
Actualul nume a apărut în 2003. În vara anului 2004, la scurt timp de la începutul ligii secunde, echipa nu a mai putut continua din cauza datoriilor foarte mari. Pentra a salva FCM-ul, omul de afaceri Ghiorghi Zotic l-a preluat la data de 19 august 2004 și l-a adus drept antrenor pe Marin Olteanu. Imediat după meciul cu Petrolul Moinești din 16 octombrie 2004, antrenor Olteanu a demisionat și a fost înlocuit de către Silviu Dumitrescu. În 2005 clubul a fost salvat de la retrogradarea în Liga a III-a de retragerea Unirii Focșani.
În martie 2010, contractul de folosire a Stadionului Eugen Popescu a expirat și nu a mai fost prelungit. De la acel moment clubul nu a mai jucat în Târgoviște, ci pe Stadionul Alpan din Șotânga. Aici s-a jucat ultima etapă a sezonului, împotriva echipei ACS FC Olt Slatina, meci care a adus și promovarea în Liga a II-a.
În 2010 s-a înființat un nou club, FC Chindia Târgoviște, care a primit ajutor financiar din partea lui Gheorghe Popescu și a lui Ion Crăciunescu. Începutul sfârșitului a venit în sezonul 2010-2011, când după o luptă strânsă cu FCM, Chindia a fost cea care a reușit să promoveze în Liga a II-a. În total, 12 jucători au trecut de la FCM la Chindia, iar în schimb Chindia i-a oferit FCM-ului 20 de juniori.

## Palmares

### Ligi
```
 
Liga I
```

- Locul 7 (1): 1978-79

```
 
Liga II
```

 Campioană (4):  1960–1961, 1976–1977, 1980-1981, 1995-1996
 Vicecampioană (3): 1962-1963, 1963-1964, 1969-1970
```
 
Liga III
```

 Campioană (3): 1968/69 (Serie IV), 1976/77 (Serie I), 1994/95 (Serie II)
 Vicecampioană (4): 1956 (Serie II), 1957/58 (Serie II), 2002/03 (Serie IV), 2009/10 (Serie 4)

### Cupe:
```
 
Cupa României
:
```

- Sferturi de finală (2): 1961-62, 1964-65

## Jucători notabili
| - Dumitru Dumitriu - Nicolae Dobrin - Narcis Coman - Marcel Ghergu - Silviu Dumitrescu - Silviu Bălace - Marin Ion - Vasile Aelenei - Mihai Stoichiță - Iulian Chiriță - Cătălin Hâldan - Remus Galmencea - Cristian Bălașa - Cristian Constantin - Cristian Negru - Andrei Petrescu | - Sorin Rădoi - Sorin Ciobanu - Cătălin Grigore - Ionel Fulga - Mihai Antal - Ioan Marcu - Laurențiu Reghecampf - Irinel Voicu - Claudiu Voiculeț - Marian Pană - Marian Alexandru - Marius Mitu - Emilian Hulubei - Bogdan Liță - Cristian Igescu | - Cezar Dinu - Mihai Iosif - Dumitru Jipa - Cristian Țermure - Cristian Igescu - Bogdan Liță - Dan Mielușică - Răzvan Toboșaru - Cosmin Becheanu - Gabriel Paraschiv |

## Foști antrenori notabili
- Valentin Stănescu
- Emerich Jenei
- Cornel Dinu
- Flavius Stoican
- Silviu Dumitrescu
- Marin Olteanu
- Vasile Aelenei
- Ion Motroc
- Constantin Stancu
- Nicolae Proca
- Radu Jercan
- Ștefan Coidum